# Осекі (Вармінсько-Мазурське воєводство)
Осекі (пол. Osieki, нім. Ostkehmen) — село в Польщі, у гміні Ґолдап Ґолдапського повіту Вармінсько-Мазурського воєводства.
У 1975-1998 роках село належало до Сувальського воєводства.